# Красногірська сільська рада (Ленінський район)
Красногі́рська сільська́ ра́да — адміністративно-територіальна одиниця та орган місцевого самоврядування в Ленінському районі Автономної Республіки Крим. Адміністративний центр — село Красногірка.

## Загальні відомості
- Населення ради: 1 123 особи (станом на 2001 рік)

## Населені пункти
Сільській раді були підпорядковані населені пункти:
- с. Красногірка
- с. Корольове

## Склад ради
Рада складалася з 16 депутатів та голови.
- Голова ради: Громадська Наталля Іванівна

### Керівний склад попередніх скликань
| Прізвище, ім'я, по батькові   | Основні відомості                                                         | Дата обрання | Дата звільнення |
| ----------------------------- | ------------------------------------------------------------------------- | ------------ | --------------- |
| Громадська Анастасія Іванівна | Сільський голова, 1953 року народження, член Партії регіонів              | 26.03.2006   | 31.10.2010      |
| Громадська Наталля Іванівна   | Сільський голова, 1953 року народження, освіта вища, член Партії регіонів | 31.10.2010   |                 |

Примітка: таблиця складена за даними сайту Верховної Ради України

### Депутати
За результатами місцевих виборів 2010 року депутатами ради стали:

#### За суб'єктами висування
| Суб'єкт висування | Кількість обраних депутатів | %    |
| ----------------- | --------------------------- | ---- |
| Партія регіонів   | 13                          | 81,3 |
| Самовисування     | 3                           | 18,8 |

#### За округами
| № округу        | Прізвище, ім'я, по батькові        | Дата визнання обраним | Освіта             | Партійна приналежність | Відомості про обраного депутата                         |
| --------------- | ---------------------------------- | --------------------- | ------------------ | ---------------------- | ------------------------------------------------------- |
| Партія регіонів |                                    |                       |                    |                        |                                                         |
| 1               | Доценко Володимир Іванович         | 04.11.2010            | середня            | член Партії регіонів   | тимчасово не працює                                     |
| 3               | Каширін Олександр Анатолійович     | 04.11.2010            | вища               | член Партії регіонів   | приватний підприємець                                   |
| 4               | Арабаджиєв Фекрет Белялович        | 04.11.2010            | середня            | член Партії регіонів   | приватний підприємець                                   |
| 6               | Громадський Леонід Володимирович   | 04.11.2010            | середня спеціальна | член Партії регіонів   | приватний підприємець                                   |
| 7               | Остапенко Надія Ігнатівна          | 04.11.2010            | середня            | член Партії регіонів   | ВАТ «Керчгаз», сторож                                   |
| 8               | Баркалов Іван Григорович           | 04.11.2010            | середня            | член Партії регіонів   | дошкільний навчальний заклад «Колобок», сторож          |
| 9               | Брониковська Наталія Олександрівна | 04.11.2010            | вища               | член Партії регіонів   | Красногірська загальноосвітня школа І-ІІІ ст., директор |
| 10              | Сабуренко Людмила Миколаївна       | 04.11.2010            | вища               | член Партії регіонів   | Красногірська сільська рада, секретар                   |
| 11              | Ібрагімова Заріма Февзіївна        | 04.11.2010            | середня            | член Партії регіонів   | приватний підприємець                                   |
| 12              | Бонін Альберт Іванович             | 04.11.2010            | середня            | член Партії регіонів   | приватний підприємець                                   |
| 13              | Юрченко Іван Михайлович            | 04.11.2010            | середня            | член Партії регіонів   | тимчасово не працює                                     |
| 14              | Юрченко Наталя Кадирівна           | 04.11.2010            | середня спеціальна | член Партії регіонів   | дошкільний навчальний заклад «Колобок», завідувачка     |
| 16              | Мамута Гульнор                     | 04.11.2010            | середня спеціальна | член Партії регіонів   | пенсіонер                                               |
| Самовисування   |                                    |                       |                    |                        |                                                         |
| 2               | Петруня Лариса Олександрівна       | 24.02.2014            | середня            | член Партії регіонів   | Красногірська сільська рада, секретар виконкому         |
| 5               | Горянська Інна Іванівна            | 04.11.2010            | середня спеціальна | позапартійна           | ПП «Агролюкс», керівник                                 |
| 15              | Фазилова Вєнєра Сєйтумєрівна       | 04.11.2010            | вища               | позапартійна           | Красногірська загальноосвітня школа І-ІІІ ст., вчитель  |